# Cases al carrer Molins, 10 i 11 (Pont de Molins)
Les Cases al carrer Molins, 10 i 11 és una obra de Pont de Molins (Alt Empordà) inclosa a l'Inventari del Patrimoni Arquitectònic de Catalunya. Situades a ponent del nucli urbà de la població de Pont de Molins, a l'oest del petit nucli de Molins, prop del nucli antic.

## Descripció
Es tracta de dues cases adossades amb jardí de planta rectangular, amb les cobertes de teula de dues vessants i distribuïdes en planta baixa i dos pisos. En general, ambdues construccions presenten les obertures rectangulars, exceptuant el portal d'accés del número 10, que és d'arc rebaixat. Damunt seu hi ha una finestra emmarcada amb pedres desbastades i, al pis superior, una altra obertura amb la llinda de fusta. La casa del número 11 té un portal d'accés emmarcat en carreus de pedra, amb la llinda plana gravada amb la data 1786. Als pisos, les obertures són bastides en maons, algunes amb refeccions més modernes.
Les dues construccions són bastides en pedra desbastada i còdols, disposat de forma regular i lligat amb morter de calç. El número 10 presenta el parament de la planta baixa arrebossat.

## Història
Ubicada al barri de Molins que representa el nucli originari del poble. El lloc de Molins, topònim que fa referència a la gran quantitat de molins que hi havia al poble, és documentat al segle X com una de les possessions del monestir de Sant Pere de Rodes. També apareix en una de les epístoles del papa Benet VII de l'any 974. Igualment, en un precepte de Lotari de l'any 982 es mencionen aquestes possessions a Villa Molinos.
El poble va formar part del municipi de Llers fins al segle xviii, sent la capella de santa Maria sufragània de la parròquia de Llers. Igualment, el castell de Molins formava part de la xarxa de castells de Llers que controlaven les fronteres del comtat de Besalú i Empúries.
El terme estava format pel mencionat nucli i masies disperses que aprofitaven els recursos hidràulics de la Muga i l'excel·lent via de comunicació que representava l'antic Camí de França, possiblement hereu del traçat de la Via Augusta romana. Aquest camí, a més, establia la frontera física entre els comtats de Besalú i Empúries.
Les cases conservades a Molins de Dalt, són datables majoritàriament entre els segles XVII-XVIII, tot i que és molt probable que haguessin estat construïdes sobre antigues edificacions medievals.
Concretament, a la casa situada al carrer Molins 11, es pot observar una llinda amb la data 1786, testimoni de l'any de construcció.